# Evangelische Pfarrkirche Eisentratten

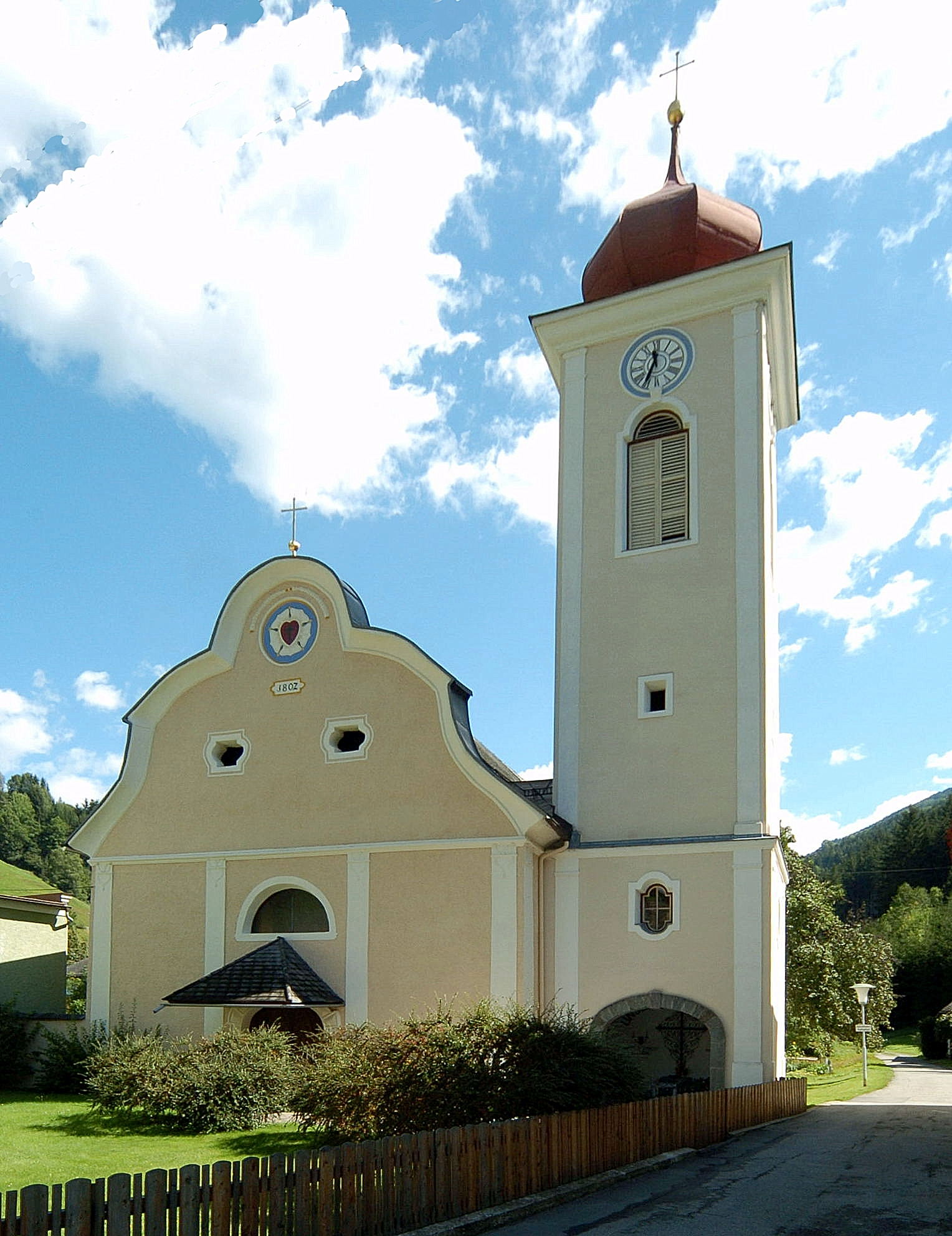
Evangelische Kirche Eisentratten

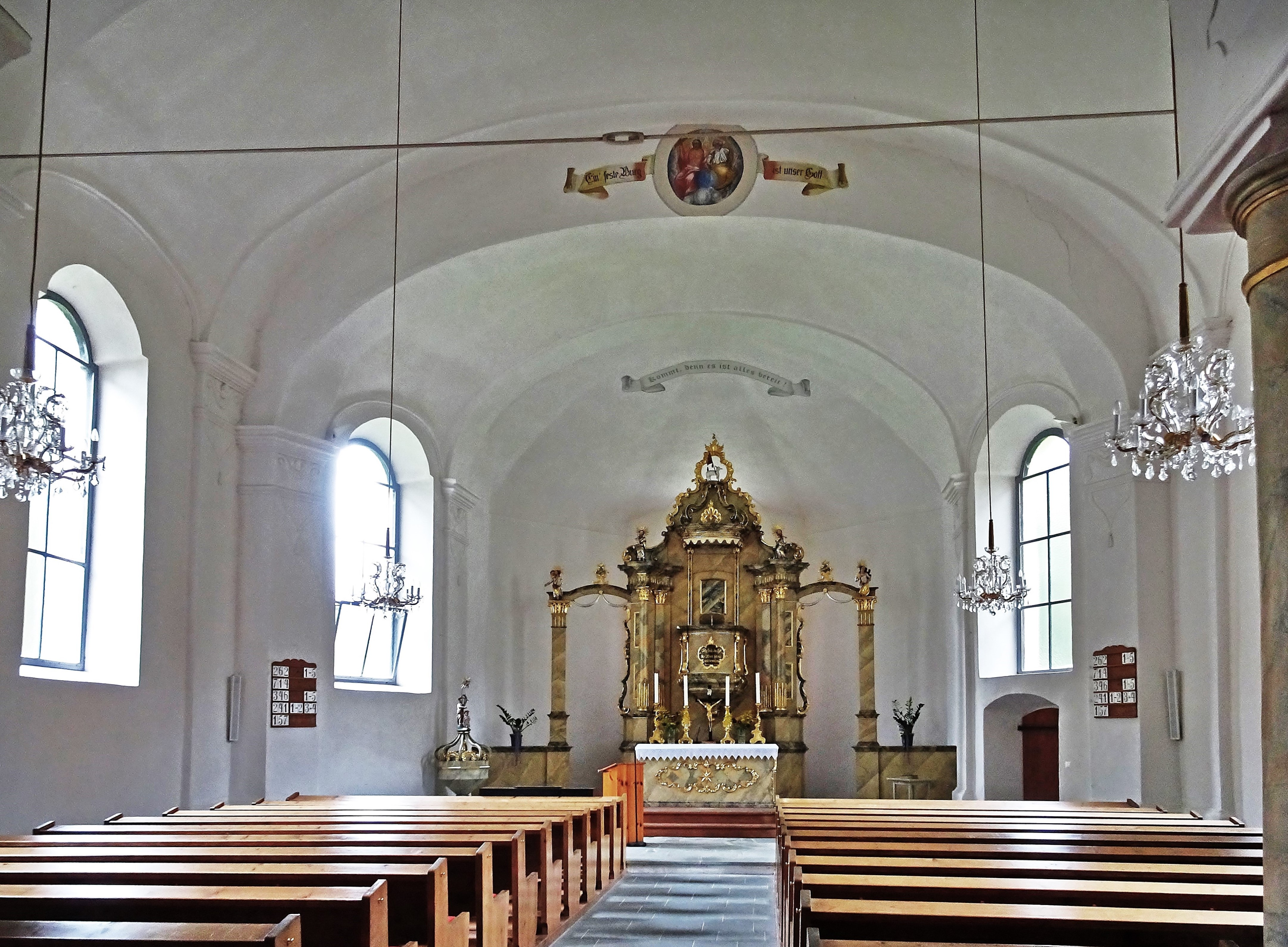
Innenansicht

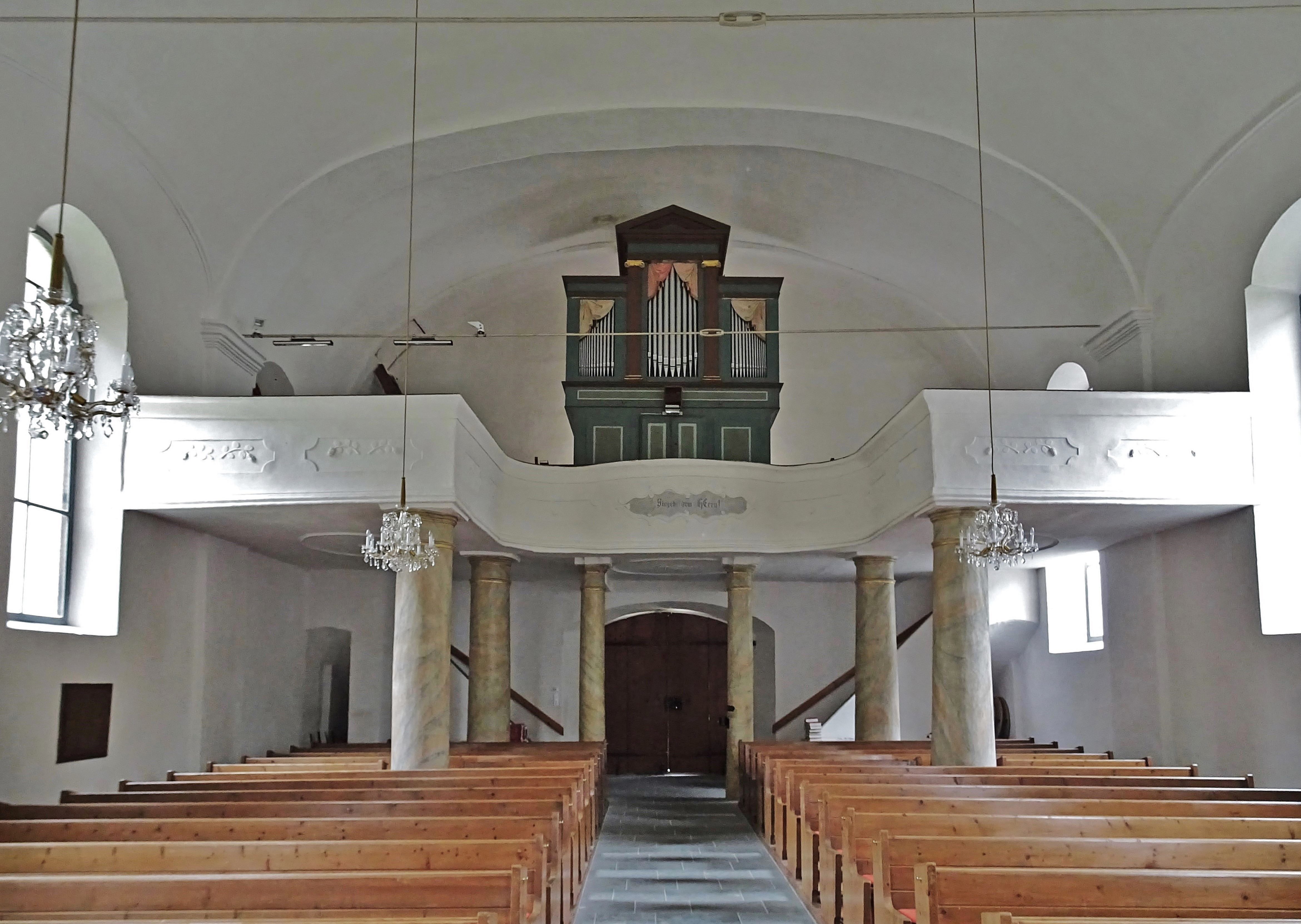
Die Orgelempore

Die Evangelische Kirche Eisentratten ist die evangelische Pfarrkirche im Kremser Ortsteil Eisentratten (Superintendentur Kärnten und Osttirol). Die Kirche steht unter Denkmalschutz (Listeneintrag).

## Bauwerk
Das Toleranzbethaus stammt aus der ersten Hälfte des 19. Jahrhunderts – laut einer Inschrift auf dem westlichen Schweifgiebel von 1802. Den Giebel bekrönt eine vergoldete Kugel mit Kreuz und Wetterhahn; darunter im Giebel ist eine Lutherrose zu sehen. Der Zwiebelturm wurde 1952 hinzugefügt. Der pilastergegliederte Langbau hat barocke und klassizistische Formen. Die geschwungene Orgelempore ruht auf sechs Säulen.

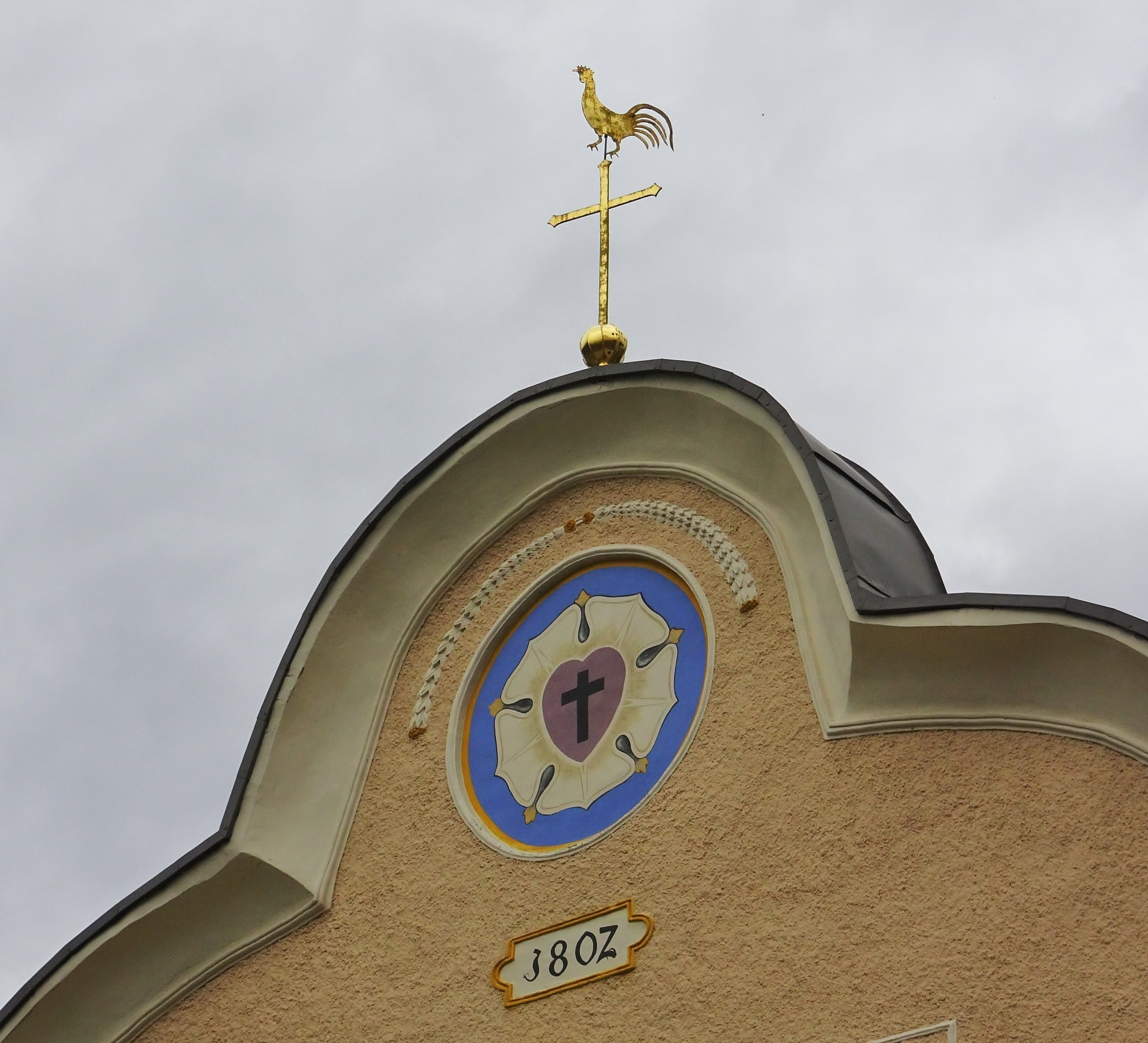
Der westliche Giebel

## Einrichtung
Der Kanzelaltar stammt aus dem frühen 19. Jahrhundert, wie auch der achteckige Taufstein, dessen neobarocker Deckel eine Taufgruppe trägt. Die Orgel ist von 1860.

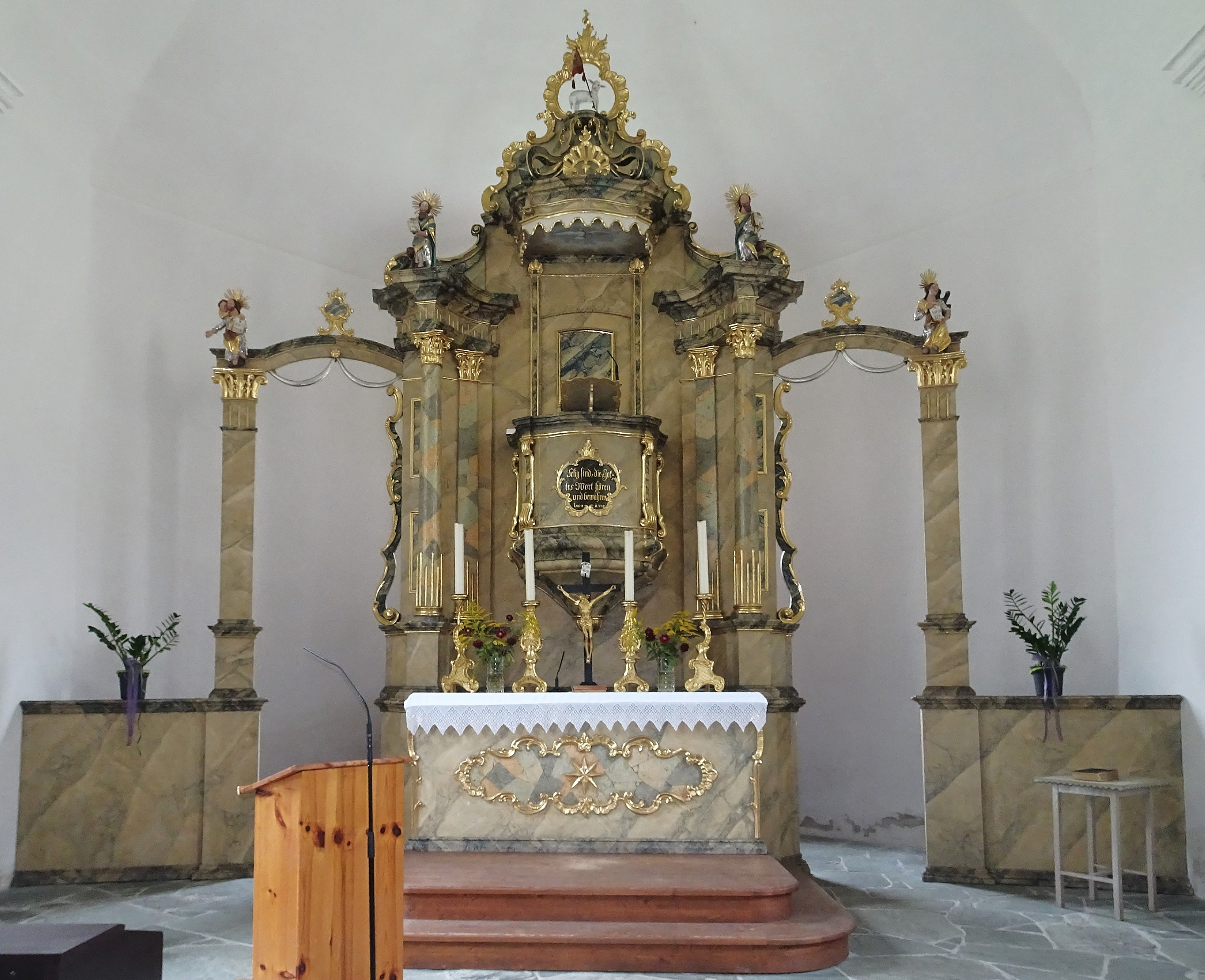
Der Kanzelaltar
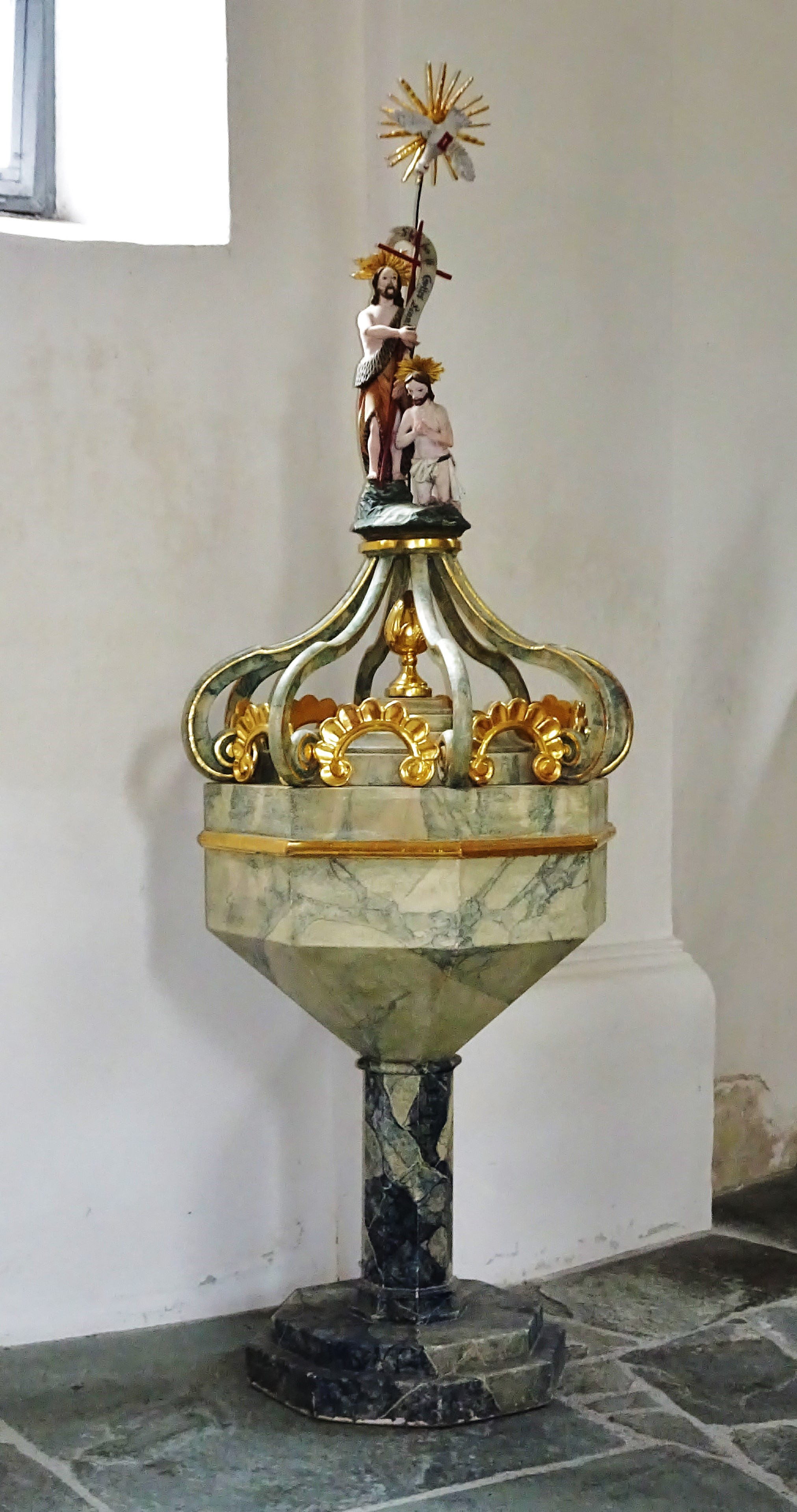
Der Taufstein